# Prodissoconque

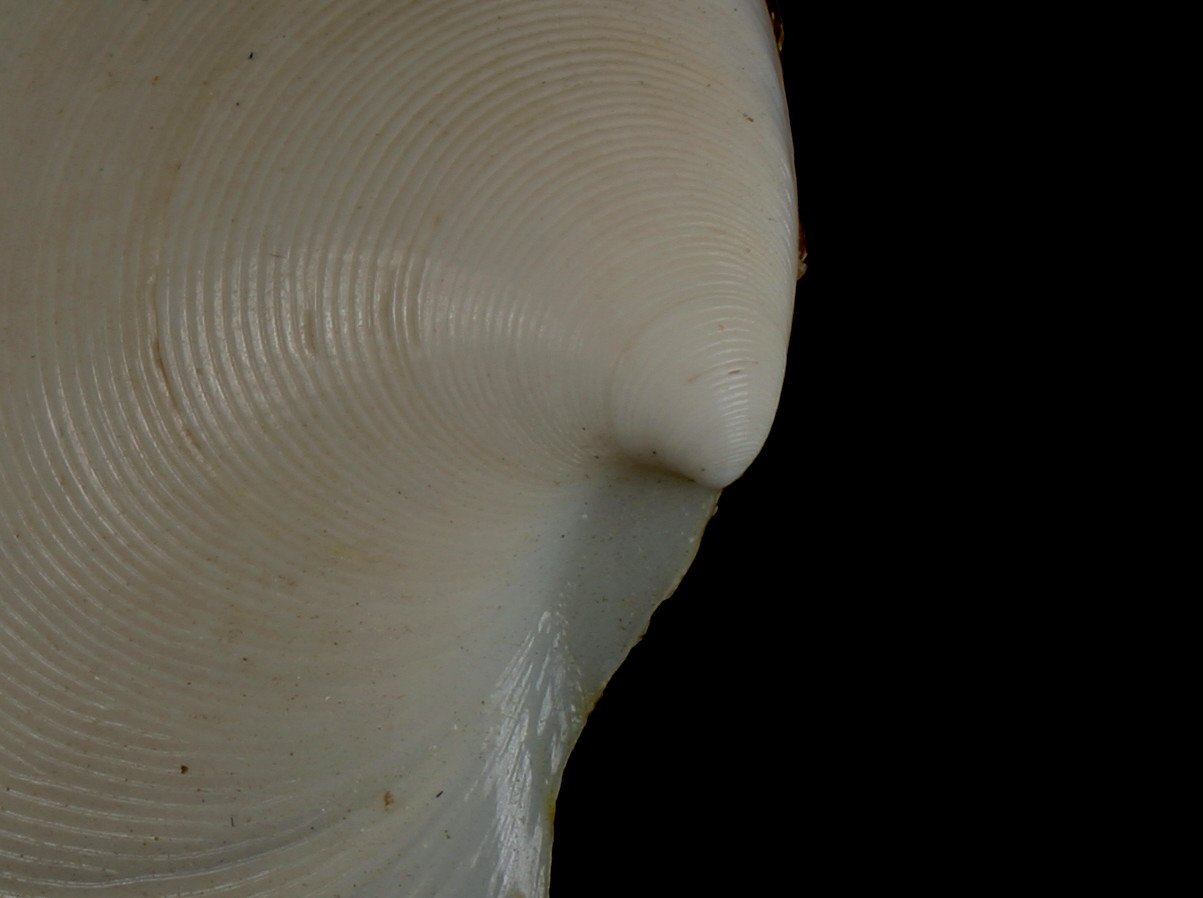
Vue de l'umbo d'une valve de Dosina japonica avec la prodissoconque visible.

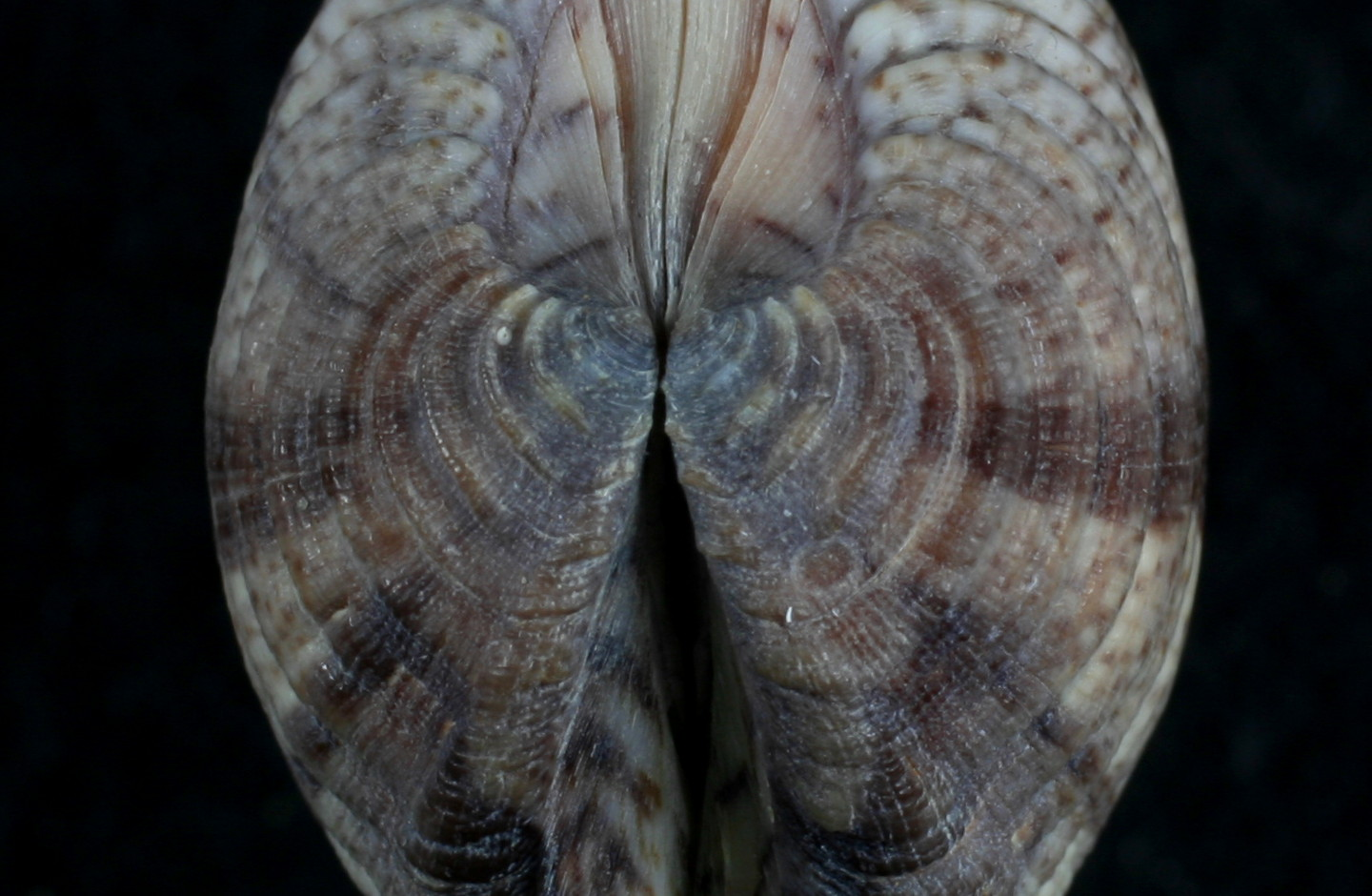
Vue de l'umbo de valves appariées de Chione subrugosa avec les prodissoconques visibles.

Une prodissoconque (signifiant première ou coquille originelle) est une coquille embryonnaire ou larvaire présente chez les larves de bivalves (coques, coquilles Saint-Jacques, huîtres, etc.), alors que la structure homologue chez les gastéropodes (escargots) est appelée protoconque. La prodissoconque est souvent, mais pas toujours, lisse et dépourvue de lignes de croissance. Elle peut parfois être visible sur la coquille adulte si cette zone n'a pas subi d'érosion.
La structure de la prodissoconque est fréquemment utilisée comme caractéristique discriminante dans la systématique des bivalves.

## Historique du terme
D'après Malchus et Sartori, Henri de Lacaze-Duthiers aurait été le premier en 1856 à observer (chez Mytilus edulis Linné, 1758) que les larves et post-larves de bivalves présentent des morphologies de coquilles distinctes. Mais ce n'est que plus tard (en 1890) que Jackson introduisit les termes prodissoconque et dissoconque pour désigner ces stades de coquille. Le choix de ces noms visait à refléter une homologie supposée avec la protoconque et la conque (appelée plus tard téléoconque) chez d'autres mollusques, tout en mettant en évidence la particularité des bivalves, avec la présence de deux valves :

« Étant donné que la coquille double adulte des Pélécypodes est l’homologue de la coquille simple adulte des univalves, je l’ai appelée dissoconque (coquille double) ; de même, j’ai nommé prodissoconque (coquille double initiale) la coquille embryonnaire précoce à deux valves, en raison de ses différences. »

— Robert Tracy Jackson (p. 281)
Alors que le terme prodissoconque est devenu le terme standard pour désigner la coquille larvaire des bivalves (bien que certains auteurs préfèrent encore utiliser protoconque, en principe utilisé chez les gastéropodes), le terme dissoconque est utilisé moins fréquemment.

## Position
Lorsque la larve d'un bivalve se fixe et devient juvénile, le reste de la coquille commence à se développer. La première partie formée de la coquille apparaît souvent sur la coquille adulte comme une zone saillante appelée umbo, au sommet duquel se trouve la prodissoconque, à condition qu'elle n'ait pas été érodée ou dissimulée. Une ligne de démarcation visible est souvent présente entre la prodissoconque et l'umbo, marquant parfois un changement soudain de sculpture.

## Stades larvaires
Chez les espèces qui possèdent un stade larvaire nageur de type véligère émergeant de capsules ovulaires (rare chez les bivalves), la prodissoconque se compose de deux parties. La première partie, formée lorsque la larve est encore dans la capsule embryonnaire, est appelée prodissoconque I, tandis que la seconde partie, formée après l'éclosion, est appelée prodissoconque II. Ces deux parties présentent souvent des différences de sculpture ou d'ornementation, visibles au microscope.
Les valves de la prodissoconque I chez les larves de bivalves sont fines, lisses, translucides, et apparaissent généralement dans les premières 24 heures de vie. Elles continuent de croître symétriquement, et un umbo légèrement incliné émerge au centre de la ligne de charnière. Les valves de la prodissoconque II sont sécrétées sur celles de la prodissoconque I par le bord du manteau ; elles restent lisses mais présentent une microsculpture légère. Après la métamorphose, les larves de bivalves (connues sous le nom de véligère) développent un pied et perdent le vélum (ou cils). Une ligne distincte marque la fin de la prodissoconque II et le début des valves appelées dissoconques, marquant le début de la vie adulte fixée du bivalve.
Pendant la métamorphose, selon les espèces, la véligère peut sécréter une structure d'attachement appelée byssus pour s'ancrer au substrat. Certaines espèces cherchent longuement un habitat idéal avant de se métamorphoser, tandis que d'autres se fixent sur le premier substrat adéquat.